# Rikard I., vojvoda Normandije
Rikard I. Neustrašivi (engleski Richard the Fearless, francuski Richard sans Peur) (oko 932. – 996.), vojvoda od Normandije (942. – 996.), sin Vilima I. Dugog mača.
Francuski kralj Luj IV. ga je uzeo za taoca, dok je bio dječak, s namjerom podvrgavanja Normandije pod svoju vlast. Godine 945. Normani su zarobili Luja i Rikard je pušten. Rikard je izdržao daljne karolinške pokušaje podčinjavanja njegovog vojvodstva, a 987. pomogao je u osigurati francusku krunu svome šogoru Hugi Capetu.

## Poveznice
- Normani
- Normanska dinastija
- Vojvodstvo Normandija